# Mohamed Moustaoui
Mohammed Moustaoui (en arabe : محمد مصطاوي), né le 2 avril 1985 à Khouribga, est un athlète marocain, spécialiste des courses de demi-fond.
Il est licencié au sein du club sarthois le Stade Olympique du Maine Athlétisme.

## Palmarès
| Date | Compétition                            | Lieu                  | Résultat | Épreuve     |
| ---- | -------------------------------------- | --------------------- | -------- | ----------- |
| 2003 | Championnats d'Afrique juniors         | Garoua                | 2e       | 1 500 m     |
| 2004 | Championnats du monde juniors          | Grosseto, Italie      | 4e       | 1 500 m     |
| 2005 | Championnats du monde de cross-country | Saint-Étienne, France | 14e      | Cross court |
| 2006 | Championnats d'Afrique                 | Bambous, Maurice      | 5e       | 1 500 m     |
| 2006 | Finale mondiale                        | Stuttgart, Allemagne  | 4e       | 1 500 m     |
| 2009 | Jeux méditerranéens                    | Pescara               | 2e       | 1 500 m     |
| 2009 | Championnats du monde                  | Berlin                | 6e       | 1 500 m     |
| 2011 | Championnats du monde                  | Daegu                 | 6e       | 1 500 m     |
| 2011 | Jeux mondiaux militaires               | Rio de Janeiro        | 2e       | 1 500 m     |

## Records
| Épreuve | Temps         | Lieu   | Date              |
| ------- | ------------- | ------ | ----------------- |
| 1 500 m | 3 min 31 s 84 | Berlin | 11 septembre 2011 |